# 裴岐
裴岐（？—415年），河东郡（今山西省运城市）人，后秦官员。

## 生平
隆安二年三年（398年），姚兴派遣姚崇攻打洛阳，东晋河南郡太守夏侯宗之固守金墉城，姚崇无法攻克，于是攻陷柏谷，迁徙西河人严彦、裴岐、韩袭等人的流民两万多户返回。
弘始十七年（415年）六月，赫连勃勃攻克后秦的阴密，后秦征北将军姚恢放弃安定郡，率领百姓五千户投奔新平，安定人胡俨、华韬等人率领部众抵挡姚恢，后秦的立节将军弥姐成、建武将军裴岐被胡俨杀死。